# Риджкрест (Луїзіана)
Риджкрест (англ. Ridgecrest) — місто (англ. town) в США, в окрузі Конкордія штату Луїзіана. Населення — 583 особи (2020).

## Географія
Риджкрест розташований за координатами 31°36′6″ пн. ш. 91°31′50″ зх. д. / 31.60167° пн. ш. 91.53056° зх. д. (31.601805, -91.530421).  За даними Бюро перепису населення США в 2010 році місто мало площу 1,11 км², уся площа — суходіл.

## Демографія
Згідно з переписом 2010 року, у місті мешкали 694 особи в 268 домогосподарствах у складі 182 родин. Густота населення становила 624 особи/км².  Було 300 помешкань (270/км²).
Расовий склад населення:
| - 69,0 % — білих - 29,5 % — чорних або афроамериканців - 0,4 % — корінних американців |

До двох чи більше рас належало 0,9 %. Частка іспаномовних становила 1,4 % від усіх жителів.
За віковим діапазоном населення розподілялося таким чином: 27,7 % — особи молодші 18 років, 57,0 % — особи у віці 18—64 років, 15,3 % — особи у віці 65 років та старші. Медіана віку мешканця становила 37,1 року. На 100 осіб жіночої статі у місті припадало 93,9 чоловіків;  на 100 жінок у віці від 18 років та старших — 86,6 чоловіків також старших 18 років.
Середній дохід на одне домашнє господарство  становив 39 721 долар США (медіана — 26 250), а середній дохід на одну сім'ю — 52 521 долар (медіана — 40 417). Медіана доходів становила 25 882 долари для чоловіків та 25 833 долари для жінок. За межею бідності перебувало 33,4 % осіб, у тому числі 55,8 % дітей у віці до 18 років та 13,4 % осіб у віці 65 років та старших.
Цивільне працевлаштоване населення становило 263 особи. Основні галузі зайнятості: роздрібна торгівля — 20,2 %, мистецтво, розваги та відпочинок — 20,2 %, освіта, охорона здоров'я та соціальна допомога — 12,9 %, науковці, спеціалісти, менеджери — 10,3 %.